# Reinhard Gehlen
Reinhard Gehlen (3. dubna 1902, Erfurt – 8. června 1979, Mnichov) byl generál německé armády během druhé světové války, který pracoval jako šéf zpravodajství na východní frontě. Po druhé světové válce působil ve službách Spojených států špionážní sítě proti Sovětskému svazu (tzv. Gehlenova organizace) a poté se stal prvním předsedou Spolkové zpravodajské služby, v této funkci působil do roku 1968. Gehlen je považován za jednoho z nejlegendárnějších vedoucích špionáže studené války.

## Mládí a počátky vojenské služby
Narodil se 3. dubna roku 1902 v durynském městě Erfurt do římskokatolické rodiny, jeho otec byl knihkupec. Po složení maturitní zkoušky na místní střední škole mladý Reinhard vstoupil ke konci dubna roku 1920 do Reichswehru, kde byl jako důstojnický čekatel zařazen ke 6. pruskému dělostřeleckému pluku ze 6. divize Reichswehru pod velením generálporučíka Fritze von Loßberg.
U divize však moc dlouho nepobyl, neboť byl v říjnu ještě téhož roku převelen k 3. pruskému dělostřeleckému pluku od 3. divize Reichswehru generálmajora Ericha Webera Paschi. Zde byl k 1. prosinci roku 1923 povýšen do hodnosti poručíka (Leutnant).
Služba s touto jednotkou trvala oficiálně až do 8. září roku 1926, kdy se Reinhard rozhodl nastoupit na vojenskou školu pro jízdní vojsko v Hannoveru (Kavallerieschule Hannover). Po dokončení školy k počátku dubna roku 1928 byl Gehlen odvelen zpět k 3. pruskému dělostřeleckému pluku od 3. divize Reichswehru, které nyní velel generálporučík Otto Hasse. Zde byl dosazen ke štábu V. horského praporu dělostřeleckého pluku.

## Období nacistického Německa a druhá světová válka
Za nacistické vlády Adolfa Hitlera byl v roce 1935/1936 členem generálního štábu. V roce 1939 byl povýšen na majora. Na začátku války v roce 1939, kdy nacistické Německo zaútočilo na Polsko, byl prvním důstojníkem generálního štábu pěší divize. V roce 1940 se stal Gehlen důstojníkem pro armádního velitele maršála Walthera von Brauchitsch. Poté byl pak převelen do štábu armády náčelníka generálního štábu Franze Haldera.
V červenci 1941 byl povýšen do hodnosti podplukovníka. Dostal se na východní frontu, a díky svému talentu a zkušenostem byl povýšen na vyššího důstojníka zpravodajských služeb na ruské frontě. Organizoval výslechy zajatých sovětských vojáků, kterým jeho lidé za informace nabízeli jídlo a v případě odmítnutí spolupráce smrt hladem. Stál také u zrodu Dabendorfské školy, kde byli připravováni propagandisté pro východní frontu.
Podle svých pamětí byl v roce 1942 osloven plukovníkem Henningem von Tresckow, plukovníkem Clausem von Stauffenberg a generálem Adolfem Heusingerem, aby se zúčastnil se pokusu o atentát na Adolfa Hitlera, kde měl sehrát pouze vedlejší roli. Když spiknutí vyvrcholilo neúspěšným atentátem po výbuchu bomby při poradě nejvyšších důstojníku nacistického Německa dne 20. července 1944, Gehlen se od atentátu naprosto distancoval dříve, než se Adolf Hitler rozhodl pro odvetu proti spiklencům. Při této odvetě proběhla série vražd, poprav a zatýkání.
V prosinci 1944 byl povýšen do hodnosti generálmajora a byl pověřen shromažďováním zpravodajských informací zaměřených na Sovětský svaz a jeho bitevní taktiku. Díky tomu se z něj po válce stala velmi hodnotná a potřebná osoba. Spolupodílel se také na řízení sítě protisovětských partyzánů na osvobozeném území pod krycím názvem Milá kočička (německy Liebes Kätzchen). Oddíly určené k sabotážním akcím byly pojmenovány pro Lotyšsko jako Lesní kočky, pro Ukrajinu jako Stepní kočky, pro oblast Smolensk a Brjansk jako Divoké kočky a pro Bělorusko Černé kočky.
Několik dní po konci II. světové války v září 1945 byl Gehlen převezen do USA a byl pověřen rekrutováním zpravodajských důstojníků a špionů pracujících pro americké zájmy v období studené války. Spolu s ním vstoupilo bez vědomí veřejnosti do služeb americké vlády více než 4 000 někdejších nacistů, aby v Německu prováděli špionáž proti Sovětskému Svazu či jako vědci a inženýři pracovali v USA.
S vědomím, že se blíží konec Třetí říše, on a malá skupina vyšších důstojníků převedli v březnu 1945 zpravodajský archiv na mikrofilmy a ukryli jej do vodotěsných sudů, které pak byly zakopány na několika místech v rakouských Alpách.

## Shrnutí vojenské kariéry

### Data povýšení
- Fahnenjunker-Offizieranwärter – 20. dubna 1920
- Leutnant – 1. prosinec 1923
- Oberleutnant – 1. února 1929
- Hauptmann – 1. května 1934
- Major – 1. března 1939
- Oberstleutnant – 1. července 1941
- Oberst – 1. prosince 1942
- Generalmajor – 1. prosince 1944
- Generalleutnant der Reserve (hodnost Bundeswehru)

### Významná vyznamenání
- Německý kříž ve stříbře – 28. březen, 1945
- Velký spolkový záslužný kříž s hvězdou na ramenní stuze – 30. duben, 1968
- Záslužný řád Maltézského řádu
- Válečný záslužný kříž I. třídy s meči
- Válečný záslužný kříž II. třídy s meči
- Železný kříž II. třídy
- Sudetská pamětní medaile
- |  |  |  Služební vyznamenání Wehrmachtu od IV. do I. třídy
- Maltézský záslužný řád, velkokříž